# Butis melanostigma
Butis melanostigma är en fiskart som först beskrevs av Bleeker, 1849.  Butis melanostigma ingår i släktet Butis och familjen Eleotridae. Inga underarter finns listade.